# Karl August Tavaststjerna
Karl August Tavaststjerna (né le 13 mai 1860 à Mikkeli – mort le 20 mars 1898 à Pori) est l'un des écrivains finlandais de langue suédoise les plus connus.

## Son œuvre
Possédant un diplôme d'architecte, il est éditeur en chef de Hangön (1895–1896) et du Björneborgs Tidning (1896–1898), poète et l'un des fondateurs du   réalisme avec ses amis de langue finnoise comme Minna Canth et Juhani Aho).